# فین کیدلند
فین ارلینگ کیدلند (زاده ۱ دسامبر ۱۹۴۳) اقتصاددان اهل نروژ و استاد اقتصاد در دانشگاه کالیفرنیا، سانتا باربارا است. 
او و ادوارد پرسکات در سال ۲۰۰۴ به خاطر مشارکت علمی‌اشان در اقتصاد کلان پویا: ناسازگاری زمانی سیاست‌های اقتصادی و نیروهای پیشران در پس ادوار تجاری، موفق به دریافت جایزه نوبل اقتصاد شدند. 